# Jens Birkholm
Jens Birkholm (født 21. november 1869 i Faaborg, død 11. maj 1915 sammesteds) var en dansk maler.

## Uddannelse
Birkholm var søn af skibsfører Christian Jensen Birkholm og Marie Cathrine Illum. Birkholm blev sammen med bl.a Peter Hansen, Johannes Larsen og Fritz Syberg kendt som Fynboerne. Han blev ligesom vennerne Johannes Larsen og Peter Hansen uddannet som malersvend i Faaborg og brugte sin fritid på at tegne og male. Han fik aldrig en kunstnerisk uddannelse, men blev indirekte påvirket af Kristian Zahrtmann gennem sine malervenner.

## Til Berlin
For at undgå militærtjeneste rejste han som rejsende svend rundt i Tyskland og Schweiz og arbejdede som maler, indtil han i 1891 som 22-årig slog sig ned i Berlin, hvor han skildrede mennesker i social nød blandt samfundets fattigste i herberger og varmehaller. Han malede der hovedparten af de billeder, tiden senere har udskilt som hans betydeligste.

## Tilbage i Faaborg
I 1902 fik han tuberkulose og rejste tilbage til bedre forhold i fødebyen Faaborg, hvor han bl.a. tog aktiv del i oprettelsen af Faaborg Museum. Herefter levede han et liv delt mellem det landskab, som han havde forladt som ung malersvend – og storbyen Berlin, som stadig lå ham på sinde at skildre.
Senere malede han et næsten identisk af legende børn i Faaborg.
Forskellen er interessant. Hvor Berlinerbillederne viser kejtede, indelukkede og kuede børn, er børnene fra Fåborg gladere og mere frie. En yderst materialistisk registrering.
Efterhånden forlod han den barske og socialrealistiske stil og gik over til den lysere impressionisme, stærkt påvirket af de andre fynbomalere. I 1906 rejste han i en kort periode igen til Berlin og malede værket Søndagsskole i asylet og et nyt Varmehal-billede i ny komposition og med nye figurer. Her skabes også de kendte billeder af legende børn i asylgården. 
Birkholm opsøgte landskaberne på alle årstider, som han årligt fremviste på udstillinger i Faaborg i perioden 1904-12. 
Blandt Birkholms vigtigste værker hører Sult. Interiør med en siddende kone og to børn (1892, Faaborg Museum); Frelserhæren i Fattiggården (1904, Faaborg Museum); Til bords. Scene fra fattighuset i Faaborg (1904, (Fyns Kunstmuseum); Søndagsskole i asylet (1906, Faaborg Museum); Interiør fra Faaborg Museums første lokaler (1910, Faaborg Museum).

## Billeder
| - Værker af Jens Birkholm - "Fattigdommens Evangelium", 1900 - Sengetid på herberget, 1901 - Jernstøberi, 1903 |

| - Interiør med en siddende kone og to børn, 1892 - Svanninge Bakker, 1904 - Oktoberdag ved Lerbjerget (126 m), Svanninge Bakker, 1905 - Søndagsskole i asylet, 1906 - Eng med blomstrende gule akelejer, 1907 - Den blinde og den gale, 1907 (radering after maleri, SMK) - Sommervarieté, 1907 - Varmehal i Berlin, 1908 - Fritz Syberg maler sin ged, 1909 - Ved sengetid i herberget, 1910 (radering efter maleri) - I forårssolen foran familiehuset, 1910 (Charlottenburg, Berlin) - Kartoffeloptagning (studie), 1911 - Vinterlandskab, 1912 - Efter badet, 1913 - Interiør fra et kunstnerhjem med fire herrer. Mellem 1887 og 1915 - Skovparti med gående mand. Mellem 1887 og 1915 |